# ТЕС Дабхол
17°33′35″ пн. ш. 73°9′59″ сх. д. / 17.55972° пн. ш. 73.16639° сх. д.
ТЕС Дабхол – теплова електростанція на заході Індії у штаті Махараштра.
Реалізацію проекту почали через Dabhol Power Company (DPC), акціонерами якої були іноземні компанії Enron (80%), General Electric (10%) та Bechtel (10%). В 1998-му індійська державна Maharashtra State Electricity Board (MSEB) викупила в Enron 15% участі.
У 1999 році на майданчику станції став до ладу енергоблок комбінованого парогазового циклу потужністю 640 МВт, в якому дві газові турбіни живлять через відповідну кількість котлів-утилізаторів одну парову турбіну. Також велось будівництво ще двох блоків потужністю по 663,5 МВт, які мали таку саме технологічну схему.
Втім, реалізація проекту стрілась з серйозними проблемами. Ще в 1995 – 1996 роках його намагались скасувати через узяте на себе державною компанією штату Махараштра Maharashtra State Electricity Board (MSEB) зобов’язання з викупу майже всієї електроенергії за високою ціною та компенсацію можливих майбутніх коливань на енергоносії. На цей раз сторонам вдалось досягнути згоди (із укладенням скоригованої угоди), проте із запуском першого блоку постала паливна проблема. Станція мала працювати у тандемі з терміналом для імпорту ЗПГ Дабхол, проте останній не вдалось спорудити вчасно (перша поставка пройшла аж в 2013 році). Як наслідок, ТЕС Дабхол використовувала більш коштовну суміш легких рідких вуглеводнів (naphtha), а її продукція була учетверо дорожче за електроенергію від інших електростанцій штату (втім, останні використовували отримане на неконкурентних засадах блакитне паливо з офшорних родовищ, розробку яких провадила держава). Як наслідок, в 2001-му MSEB зупинила платежі, тоді як власники станції припинила поставки і будівництво нових блоків (при готовності на рівні 90%). 
Того ж 2001-го відбулось пов’язане із шахрайством скандальне банкрутство Enron. На певний час частку головного інвестора перебрали на себе інші іноземні компанії, проте у підсумку зазначені вище принципові проблеми проекту знайшли своє відображення у складі учасників – вже у 2005-му станція перейшла під контроль новоствореної Ratnagiri Gas and Power Private Limited (RGPPL), власниками якої були індійські державні National Thermal Power (NTPC, 25,51%), Gas Authority of India (GAIL, 25,51%), Maharashtra State Electricity Board (13,1%), а також ряд індійських банків – IDBI Bank, State Bank of India, Canara Bank (всі – державні) та ICICI Bank (частково державний). Це дало поступ будівельним роботам і в 2007-му стали до ладу другий та третій блоки.
Втім, головною проблемою залишалась вартість палива. Після 5-річного простою перший блок повернули до роботи, проте вже у липні 2006-го знову зупинили. З 2007-го нарешті виникла можливість перейти на природний газ, який подали по трубопроводу Дахедж – Дабхол. Останній спершу транспортував імпортований ресурс, а з 2008-го отримав сполучення з системою Схід – Захід, яка розпочала подачі продукції індійських родовищ Бенгальської затоки. Втім, запаси останніх сильно переоцінили і вже у 2011-му ТЕС Дабхол отримувала 3 млн м3 на добу замість 8,5 млн м3, які були необхідні для роботи на повній потужності.
Хоча в 2013-му став до ладу термінал ЗПГ Дабхол, проте світові ціни на зріджений газ були такими, що станція знову зупинилась і відновила роботу лише в 2015-му, коли відбулось стрімке падіння цін на вуглеводні. Проте діяльність все-рівно залишалась збитковою, оскільки на той час унаслідок інфляції втратили привабливість ціни на електроенергію, встановлені угодами з покупцями – Maharashtra State Electricity Distribution (MSEDCL) та Індійською залізницею.
Для охолодження ТЕС використовує морську воду, тоді як інші технологічні потреби закриває ресурс із річки Вашістхі, що подають по трубопроводу завдовжки 50 км.
Видача продукції відбувається по ЛЕП, що працюють під напругою 400 кВ.
Станом на 2021-й найбільшим власником станції була NTPC, частка якої в цьому році досягнула 86,5% (після обміну з GAIL долями в RGPPL та терміналі Дабхол).